# The Door : La Porte du Passé
Pour les articles homonymes, voir The Door.
Pour plus de détails, voir Fiche technique et Distribution.
The Door : La Porte  (Die Tür) est un film allemand réalisé par Anno Saul, sorti en salles en Allemagne le 26 novembre 2009.

## Synopsis
La fille de David, un peintre célèbre, meurt noyée en essayant d’attraper des papillons, alors qu'elle aurait dû être sous la surveillance de son père, pendant qu'il trompe sa femme avec la voisine. Cinq ans après le drame, sa femme l'a quitté. Il tente alors de se suicider mais est sauvé par un ami. David trouve un passage qui le conduit dans un monde parallèle au moment précis où sa fille se noie. Il parvient à la sauver mais tue par accident son double dans ce monde. Il tente de reprendre le contrôle de sa vie grâce à cette seconde chance.

## Distribution
- Mads Mikkelsen (VF : Boris Rehlinger) : David
- Jessica Schwarz (VF : Vanina Pradier) : Maja
- Heike Makatsch (VF : Agnès Cirasse) : Gia
- Nele Trebs : Nele Wiegand
- Rüdiger Kühmstedt (VF : Jean Barney) : le voisin
- Corinna Borchert : la voisine
- Valeria Eisenbart : Leonie
- Thomas Thieme (de) (VF : Laurent Larcher) : Siggi Butschma
- Tim Seyfi (VF : Sébastien Finck) : Max Oelze
- Stephan Kampwirth : Paul Wiegand
- Suzan Anbeh (VF : Pamela Ravassard) : Susanne Wiegand
- Thomas Arnold : Edgar Keun

## Récompenses et distinctions
- Le film a reçu le grand prix du festival du film fantastique de Gérardmer 2010.